# Streblus spinosus
Streblus spinosus är en mullbärsväxtart som först beskrevs av Carl Ludwig von Blume, och fick sitt nu gällande namn av Edred John Henry Corner. Streblus spinosus ingår i släktet Streblus och familjen mullbärsväxter. Inga underarter finns listade i Catalogue of Life.